# 코다 (영화)
《코다》(영어: CODA)는 2021년 개봉한 미국의 드라마 영화이다. 2014년 프랑스 영화 《미라클 벨리에》의 영어 리메이크 작품으로, 샨 헤이더가 각본을 쓰고 연출했다. 2021 선댄스 영화제에서 미국 극영화 부문 관객상과 심사위원특별대상을 수상했다. 제94회 아카데미상 작품상, 각색상 수상작이다. 제28회(2022년) 미국 배우 조합상 영화 앙상블 캐스트 수상작이다.

## 줄거리
24/7 함께 시간을 보내며 소리를 들을 수 없는 가족을 세상과 연결하는 코다 "루비"는 짝사랑하는 "마일스"를 따라간 합창단에서 노래하는 기쁨과 숨겨진 재능을 알게 된다. 합창단 선생님의 도움으로 마일스와의 듀엣 콘서트와 버클리 음악 대학 오디션의 기회까지 얻지만 자신 없이는 어려움을 겪게 될 가족과 노래를 향한 꿈 사이에서 루비는 망설이는데...

## 출연
- 에밀리아 존스 - 루비 로시 역
- 에우헤니오 데르베스 - 베르나르도 비야로보스 역
- 트로이 코처 - 프랭크 로시 역
- 퍼디아 월시필로 - 마일스 역
- 대니얼 듀랜트 - 리오 로시 역
- 말리 매틀린 - 재키 로시 역
- 에이미 포사이스 - 거티 역
- 존 피오르 - 토니 살가도 역
- 로니 파머 - 아서 역
- 케빈 채프먼 - 브래디 역
- 호세 군스 알베스 - 몬도 역
- 오웬 버크 - 지미 역
- 아멘 가로 - 지오 살가도 역
- 멜리사 맥미킨 - 바브 역
- 에리카 맥더멋 - 앤젤라 역